# Monumento a Vercingetorige
Il Monumento a Vercingetorige (Monument à Vercingétorix) è una statua di rame dello scultore Aimé Millet che domina il villaggio di Alise-Sainte-Reine (nella Côte-d'Or, dal 1865 nella Borgogna-Franca Contea) dalla cima del monte Auxois, sul sito dell'oppidum gallico di Alesia, celebre per il suo assedio e la sconfitta di Vercingetorige.

## Storia

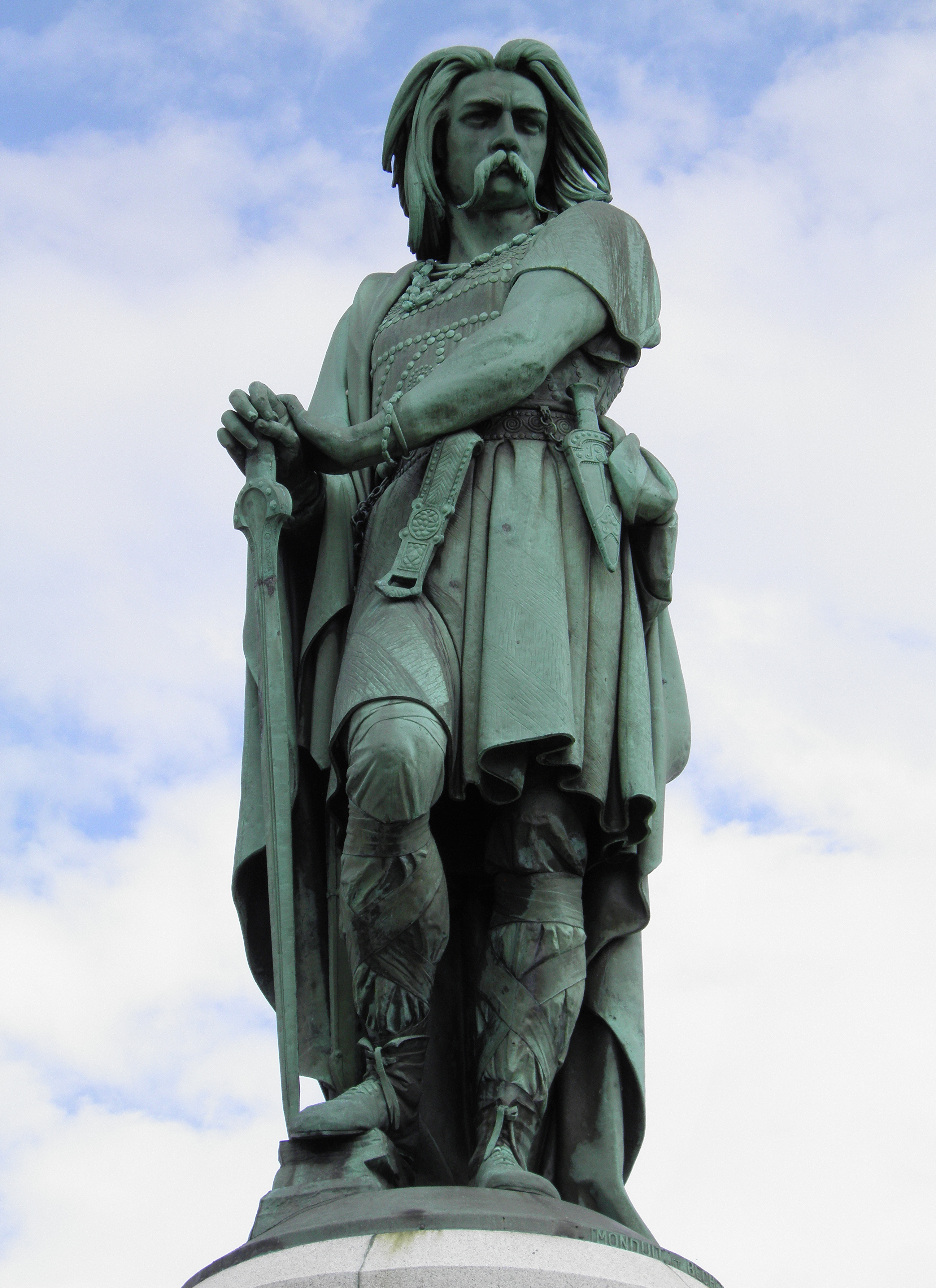
Un dettaglio del monumento.

Ammiratore di Giulio Cesare (in quanto portatore di civiltà in delle terre allora considerate barbare), l'imperatore Napoleone III contribuì alla riscoperta e alla rivalorizzazione della storia dei popoli galli. Aveva a cuore il desiderio di ritrovare il sito dell'assedio di Alesia e fece condurre degli scavi archeologici importanti che diedero i risultati sperati. L'erezione della statua, che illustrava anche le aspirazioni politiche dell'imperatore, legittimava in un certo senso le sue opinioni sulla storia. Napoleone III avrebbe dato i suoi tratti al capo gallico, ma la voce secondo la quale la statua sarebbe stata finanziata di tasca sua è infondata:
Furono fatte certe critiche sullo stile del lavoro di Millet, e Charles Lecomte de Nouy dichiarò che Millet "è stato colto da un'ambizione superiore alle sue possibilità." Altri come Théophile Thoré, anch'egli un anti-bonapartista, trovò che: "Questo lungo tubo di rame non significa proprio niente... La verità è che la figura grande e patriottica del difensore della Gallia contro l'impero romano non è stata sentita poeticamente da Millet." Tra i difensori della statua, si trova Théophile Gautier, che scrisse così:
Vercingétorix de M. Aimé Millet, les profils se dégagent avec netteté et décision, comme il convient à une figure qui doit être vue de loin. Aucun détail superflu n'en altère les lignes.»
(Théophile Gautier, Le Moniteur universel, Parigi, 26 maggio 1865)
Dopo la sconfitta del 1871, la figura di Vercingetorige divenne un'icona dell'eroe nazionale, adoperata nel sentimento di vendetta (revanche) contro i tedeschi. La forza simbolica del monumento del monte Auxois si rafforzò e i critici tacquero. A partire dal 1841, era iniziata in Germania l'erezione di una statua imponente ad Arminio, il capo che liberò, a partire dal 9 d.C., i popoli germanici sottomessi all'impero romano al di là del Reno. Alta una cinquantina di metri, la statua rivettata in bronzo costituisce il monumento ad Arminio (Hermannsdenkmal), che "rivaleggia" con quello del capo degli Arverni. Il monumento venne terminato nel 1875, nel mezzo dell'epoca dei nazionalismi europei. A Vercingetorige, invece, sarebbero stati dedicati altri due monumenti, uno realizzato da François Mouly a Gien, nel 1887, e una statua equestre scolpita da Frédéric-Auguste Bartholdi a Clermont-Ferrand nel 1903.
L'insieme monumentale beneficia, tramite un decreto del 17 gennaio 2014, di una classificazione come monumento storico.

## Descrizione

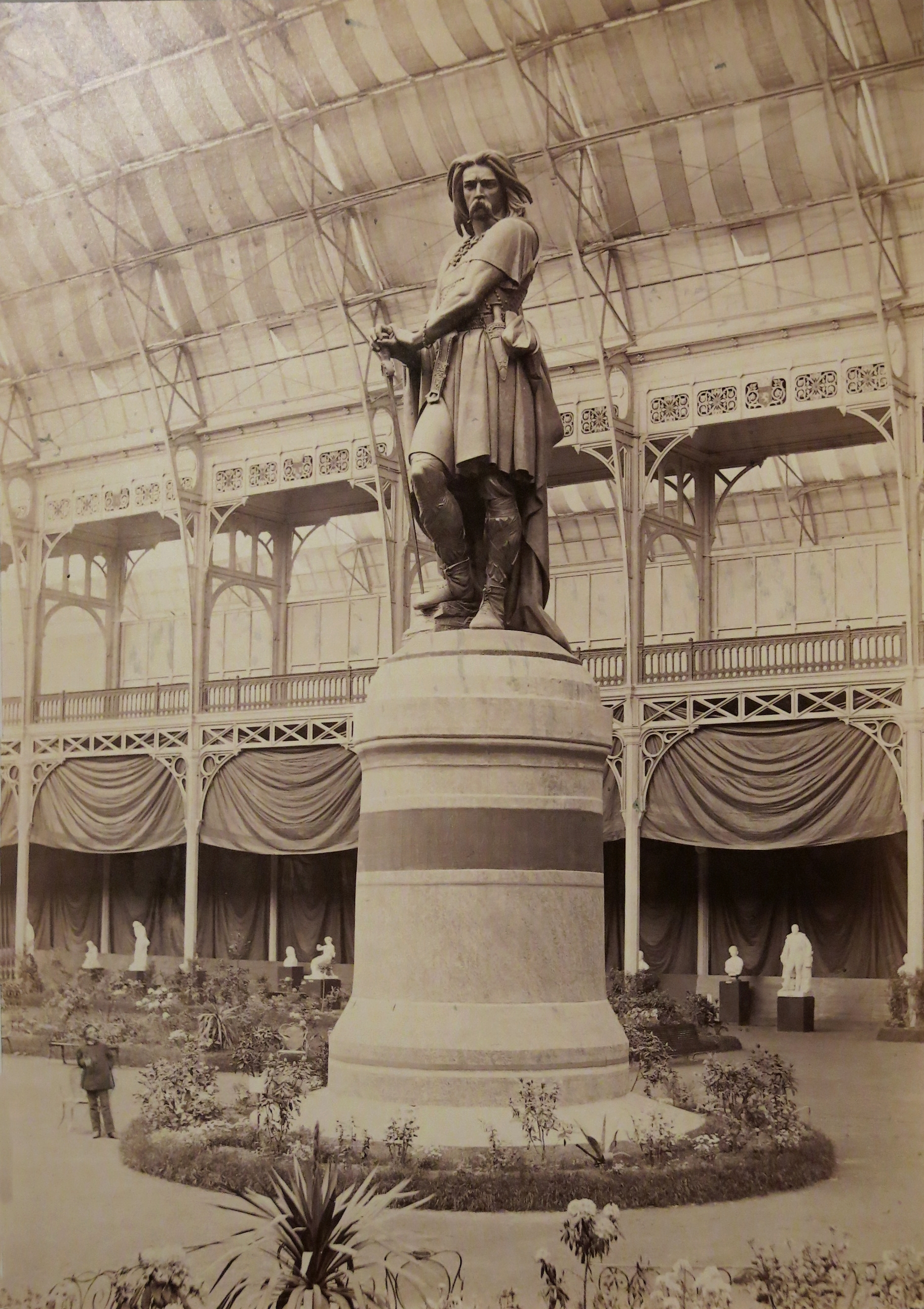
Il monumento non concluso esposto al Palazzo dell'Industria nel 1865, in una fotografia di Charles Marville.

La statua fa parte di un monumento commemorativo imponente costituito da un piedistallo di granito di Saulieu e pietra di Pouillenay di 7 metri d'altezza, progettato da Eugène Viollet-le-Duc e che presenta una fascia in bronzo sulla quale si può leggere "La Gallia unita, formante una sola nazione, animata da uno stesso spirito, può sfidare l'universo" (La Gaule unie, formant une seule nation, animée d'un même esprit, peut défier l'univers), una frase ispirata a un discorso di Vercingetorige che Giulio Cesare riporta ne La guerra gallica, VII, 29. La discrepanza con la frase originale è l'introduzione del termine "nazione", proprio del diciannovesimo secolo. In basso: "Napoleone III, imperatore dei francesi, alla memoria di Vercingetorige" (Napoléon III, empereur des Français, à la mémoire de Vercingétorix).
La statua stessa è alta 6,60 metri e pesa circa cinque tonnellate. L'opera è cava ed è formata da lastre di rame battute e filate, fissate su un telaio di travi come la statua della Libertà nuovaiorchese. Venne costruita a Parigi ed esposta al palazzo dell'industria durante il Salone del 1865, poi fu trasportata e installata il 27 agosto 1865 all'estremità occidentale del monte Auxois, che domina il campo di battaglia (il sito archeologico di Alesia).
Vercingetorige è rappresentano in uno stile romantico, come un archetipo di quello che i francesi dell'epoca immaginavano fosse l'aspetto dei Galli: baffi spioventi, lunghi capelli irsuti, atteggiamento cupo (il volto evoca i tratti del mecenate di Millet, l'imperatore Napoleone III) e una collana di perle. Nel suo vestiario e nei suoi accessori oggi appaiono molti anacronismi alla luce delle conoscenze archeologiche, in particolare la collana di perle di pura fantasia, le strisce che cingono le sue brache che appartengono all'inizio del Medioevo o la sua spada e la sua corazza che sono copiate su dei modelli dell'età del bronzo, ossia più di 500 anni prima dell'epoca di Vercingetorige.